# Helmut Ziegert
Helmut Ziegert (Grünenwalde, 27 de fevereiro de 1934 - Bad Segeberg, 30 de março de 2013) foi um arqueólogo alemão particularmente ativo na África.

## Carreira
Estudou pré-história e início da história em Hamburgo, Berlim, Saarbrücken e Frankfurt e obteve seu doutorado em Frankfurt em 1961. De 1962 a 1964, trabalhou como assistente de pesquisa no Instituto Frobenius, em Frankfurt, antes de se mudar para o Departamento de Pré-História e História Antiga da Universidade de Hamburgo, em 1965, como assistente de pesquisa. Em 1968, ele recebeu sua habilitação na Faculdade de Filosofia da Universidade de Hamburgo. Em janeiro de 1972, foi nomeado para o cargo recém-estabelecido de “Pré-história do homem e pré e história inicial da África” e foi nomeado professor.
Seu foco principal - os campos de trabalho foram
1. Origem e desenvolvimento do homem,
2. Métodos de arqueologia e
3. Comparações da história cultural.

De 1962 a 2012, ele liderou vários projetos de pesquisa, com duração de vários meses, na África (Líbia, Chade, Sudão, Gana, Egito, Níger, Etiópia) e América do Sul. Incluindo: investigações de Léptis Magna na Líbia sobre questões relacionadas ao celeiro de Roma e a queda da colônia romana, pesquisas sobre assentamentos no Pleistoceno (assentamento permanente nas sociedades do Pleistoceno em Budrinna, Líbia e Awash na Etiópia), investigações em Axum na Etiópia sobre questões de O desenvolvimento do Estado, o início e a expansão do cristianismo e o império da rainha de Sabá, que, no entanto, são considerados extremamente controversos no mundo profissional. Outro foco foi em estudos arqueológicos no norte da Alemanha na área de Stade e no Hamburg Elbmarschen em questões de desenvolvimento da paisagem, sequências de assentamentos em março e geest e em assentamentos e comportamento cultural. Helmut Ziegert adotou uma abordagem de pesquisa orientada a problemas. As escavações devem ser precedidas de perguntas e modelagem. Ele criticou o que acreditava ser uma coleta generalizada, que descreveu como uma abordagem orientada a objetos. Na história do desenvolvimento humano, Ziegert enfatizou a influência do desenvolvimento intelectual. Eles podem ser lidos a partir dos restos da cultura e, ao contrário dos crânios e ossos, descrevem o grau de existência humana. Ele sublinhou a aplicação da arqueologia a questões religiosas ideológicas (desenvolvimento ou criação).

## Voluntariado
De 1978 a 1983, Helmut Ziegert foi presidente da Sociedade Alemã de Pré-História e História Antiga (DGUF).

## Obras
- Report of Archeological Mission 2011 to Melka Kunture- Weraba, north of River Awash. Online-Publikation, Hamburg 2012.
- Report of Archeological Mission 2011 to Axum – Kaleb, site 25. Mit Dirk Siebers und Marlies Wendowski. Online-Publikation, Hamburg 2012.
- The Origin of Man – Two Conceptions. Online-Publikation, Hamburg 2012.
- Adam kam aus Afrika – aber wie? Online-Publikation, Hamburg 2011.
- Budrinna Homo Erectus Grave 29 – Anthropology and Archaeology. Mit Robert von Zieten, Glynn M. von Zieten und Ilona Johannsen. Online-Publikation, Hamburg 2011.
- 14C – Dating and Volcanism. Online-Publikation, Hamburg 2009.
- Interdisziplinäres Denken. Online-Publikation, Hamburg 2008.
- Der Palast der Königin von Saba: Der Archäologe Prof. Dr. Helmut Ziegert über seine überraschenden Entdeckungen in Äthiopien. TV Interview mit Alexander Kluge. Dctp; Sendedatum 30. November 2008, Sat 1.
- A New Dawn for Humanity – Lower Palaeolithic Village Life in Libya and Ethiopia. In: Minerva – The International Review of Ancient Art and Archaeology. Vol. 18, No 4 (2007), S. 2–3 u. 8–9.
- Aksum – Quarries and Copper Processing. In: Siegbert Uhlig (Hrsg.): Proceedings of the XVth International Conference of Ethiopian Studies Hamburg 20. – 25. Juni 2003. Harrassowitz, Wiesbaden 2006, ISBN 3-447-04799-2, S. 89–99.
- The Wadi Lebda Roman Villa, Libya. mit Marlies Wendowski. In: Minerva – The International Review of Ancient Art and Archaeology. Vol. 16, No 6 (2005), S. 33–34.
- Hangfußablagerungen – Ein geomorphologisches Phänomen in der archäologischen Forschung. In: Hephaistos – Kritische Zeitschrift zu Theorie und Praxis der Archäologie und angrenzender Gebiete. Nr. 23 (2005), S. 7–40.
- Aksum at the Transition to Christianity. mit Marlies Wendowski. In: Annales d´Ethiopie. No. 19 (2003), S. 215–230.
- Archaeology as History – A Track into the Past. Books on Demand, Hamburg 2002, ISBN 3-8311-4293-9.
- Loess over Lebda – A preliminary report of investigations 1999–2002. In: Hephaistos – Kritische Zeitschrift zu Theorie und Praxis der Archäologie und angrenzender Gebiete. Nr. 19/20 (2001/2002), S. 83–96.
- Der Aktualistische Vergleich als Grundlage archäologisch-historischer Interpretation. In: Ethnographisch-Archäologische Zeitschrift. (EAZ), Nr. 35 (1994), S. 177–198.
- Drochtersen-Ritsch. Zur frühgeschichtlichen Besiedlung in Südkehdingen (Landkreis Stade). Landkreis Stade, Oberstadtdirektion, Stade 1992, ISBN 3-9802018-7-2.
- Vom Kuriositätensammeln bis zur historischen Basiswissenschaft – Die Archäologie will zur Lösung heutiger Probleme beitragen. In: Uni hh Forschung. Nr. 24 (1990), S. 46–56.
- Wissenschaftliche Arbeitstechniken in den Kulturwissenschaften unter besonderer Berücksichtigung der archäologischen Disziplinen. Tuduv, München 1986.
- Archäologie und Kriminalistik. Ziele und Wege der Erkenntnisgewinnung. mit Achim Gründel. In: Archäologische Informationen – Mitteilungen zur Ur- und Frühgeschichte. Nr. 5 (1983), S. 175–192, doi:10.11588/ai.1983.0.27848.
- Kombinations-Statistik und Seriation. Zu Methode und Ergebnis der Bronzezeit-Chronologie K. Goldmanns. In: Archäologische Informationen-Mitteilungen zur Ur- und Frühgeschichte. Nr. 5 (1983), S. 21–52.
- Objektorientierte und problemorientierte Forschungsansätze in der Archäologie. In: Hephaistos. 2 (1980), S. 53–65.
- Salzverhüttung in der Sahara. In: Der Anschnitt Nr. 26/H. 2 (1974), S. 28–32.
- Gebel Ben Ghnema und Nord-Tibesti. Pleistozäne Klima- und Kulturenfolge in der zentralen Sahara. Steiner, Wiesbaden 1969. (Habilitationsschrift)
- Dor el Gussa und Gebel Ben Ghnema. Zur nachpluvialen Besiedlungsgeschichte des Ostfezzan – Ergebnisse der Frobenius – Expedition nach Libyen 1963 / 64. Steiner, Wiesbaden 1967, DNB 458727121.
- Zur psychischen Evolution des Menschen. In: Eike Haberland u. a. (Hrsg.): Festschrift für Adolf Ellegard Jensen. Band II. Renner, München 1964, S. 815–842.
- Archäologie und Ethnologie – Zur Zusammenarbeit zweier Wissenschaften. In: Berliner Jahrbuch für Vor- und Frühgeschichte. Nr. 4 (1964), S. 102–149.
- Zur Chronologie und Gruppengliederung der westlichen Hügelgräberkultur (= Berliner Beiträge zur Vor- und Frühgeschichte, Band 7) de Gruyter, Berlin 1963 DNB 455812594 (Dissertation Universität Frankfurt, Philosophische Fakultät, 13. Dezember 1961, DNB 482341300)

## Literatura
- Klaus Frerichs, Marlies Wendowski (org. ): Archäologie 2000. Publicação comemorativa de Helmut Ziegert. (= Arqueologia como história, volume 2) Livro sob demanda, Hamburgo 2006, ISBN 3-8334-6736-3 (com lista de publicações).